# Anne Begg
Dame Margaret Anne Begg , née le 6 décembre 1955, est une femme politique britannique du parti travailliste qui est députée pour Aberdeen Sud entre 1997 et 2015.

## Biographie
Begg fait ses études à la Damacre Primary School (Brechin), au Brechin High School (en) et à l'université d'Aberdeen, où elle obtient un Master of Arts en histoire et en politique,.